# 山西老陳醋

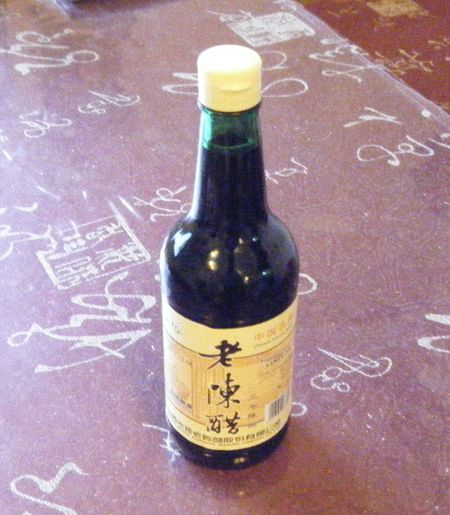
山西老陳醋

山西老陳醋（さんせいろうちんさく、さんせいろうちんす）は、中国山西省清徐県とその周辺の名産である調味料。日本の常用漢字表記では「山西老陳酢」とするのが正しいが、本項において慣用に従い「山西老陳醋」と表記する。

## 概要
黒酢の一種である。モロコシを主原料とし、オオムギとエンドウを混ぜたものを麹として用いる（この麹を「大曲」と呼ぶ）。一般的な醸造では、麹は発酵の起爆剤として少量混ぜられるものだが、山西老陳醋は、モロコシに対して半分以上の大量の大曲を投入することが特徴であり、モロコシ酢というよりは雑穀酢としての色彩を強める。これは少量の麹で醸造させる技術のなかった昔ながらの製法を襲っていると考えられている。醸造後に麦の籾殻と糠・塩・香りづけのサンショウを加えて、酢化させる。これにより、濃い紫色あるいは黒色を帯びた独特の外見となる。20～30日ほどで酢化した後に、甕に入れて外気温の中で熟成させる。山西独特の寒暖の差が大きい気候により風味が増す。長い熟成期間をおいたものを特に「老陳醋」と称し、熟成前の4分の1以下の量となっているものもあり、味わいは濃厚となる。
中国の酢の中でも評判高く「天下第一酢」を自称する。また、しばしば三千年以上の歴史があると標榜される。これは、『周礼』の「醯人掌共醯物」や『書経』の「欲作和羹、爾惟塩梅」という句が古代の酢の存在を示唆していることを根拠にしているものだが、これらが山西の酢を指しているとの根拠はない。
多様な雑穀を含むため、多種のアミノ酸やミネラルを含むと標榜されている。近年の黒酢ブームの中で、健康食品としてもてはやされることも増えている。熟成により濃縮された酢は、栄養も豊富に含まれていると宣伝される。